# Хоџо Соун
Хоџо Соун (1432. или 1456. — 1519), јапански феудални господар (даимјо) из ере Сенгоку, оснивач клана Хоџо из Одаваре. Пошто се од обичног самураја сопственом вештином уздигао до господара чак две провинције у источном Јапану, сматра се првим типичним господаром доба Сенгоку (тзв Сенгоку-даимјо) који је дошао до поседа узурпацијом (јап. 下克上, гекокуџо).

## Биографија
Хоџо Соун рођен је 1432. у Кјоту као Исе Шинкуро Нагауџи, у сиромашној, али угледној самурајској породици: његова старија сестра удала се за Имагава Јошитаду, војног гувернера (шуго) провинције Суруга у источном Јапану. Породица Исе је сасвим осиромашила током пустошења престонице у Онинском рату (1467-1477), али када је Имагава Јошитада погинуо у боју 1480. и наследство његовог сина Уџичике било доведено у питање, Исе Шинкуро дошао је у помоћ сестрићу са шесторицом својих ратника. Иако је имао мало људи, Шинкуро се показао као вешт и искусан ратник, прекаљен у борбама Онинског рата. Пошто му је Шинкурова ратничка вештина донела победу, захвални Имагава Уџичика наградио га је замком, и Шинкуро је остао у служби клана Имагава као вазал.
Године 1493. указала му се нова прилика: извесни Чачамару, синовац шогуна Ашикага Јошимасе, збацио је свог оца, гувернера провинције Изу. Уз помоћ клана Имагава и незадовољних великаша из провинције Изу, Шинкуро је поразио Чачамару-а и припојио његову област. Следеће године организовао је убиство господара Одаваре у суседној провинцији и припојио његове поседе, западни део провинције Сагами. Године 1512. освојио је Камакуру у источном Сагамију, стару престоницу шогуната Камакура, а 1518. и замак Араи (посед Миура Јошимота), чиме је читава провинција била освојена. Након тога, Исе Шинкуро променио је презиме у Хоџо, како би повезао своју породицу са ранијом династијом Хоџо из Камакуре, која је владала Јапаном на положају регената (шикен) од 1219. до 1333, и истребљена у Генко рату (1331-1333). Нова породица Хоџо, позната у историји као Хоџо из Одаваре, присвојила је и грб старе династије Хоџо.
Године 1518. Исе Шинкуро, сада познат као Хоџо Соун, добровољно се повукао са власти и оставио власт над провинцијама Изу и Сагами свом сину, Хоџо Уџицуни (1487−1541).